# La soledad (film)
La soledad è un film del 2007 diretto da Jaime Rosales.
È stato presentato nella sezione Un Certain Regard del 60º Festival di Cannes.

## Riconoscimenti
- 2008 - Premio Goya
  - Miglior film
  - Miglior regista
  - Miglior attore rivelazione (José Luis Torrijo)